# 広陵町の靴下産業

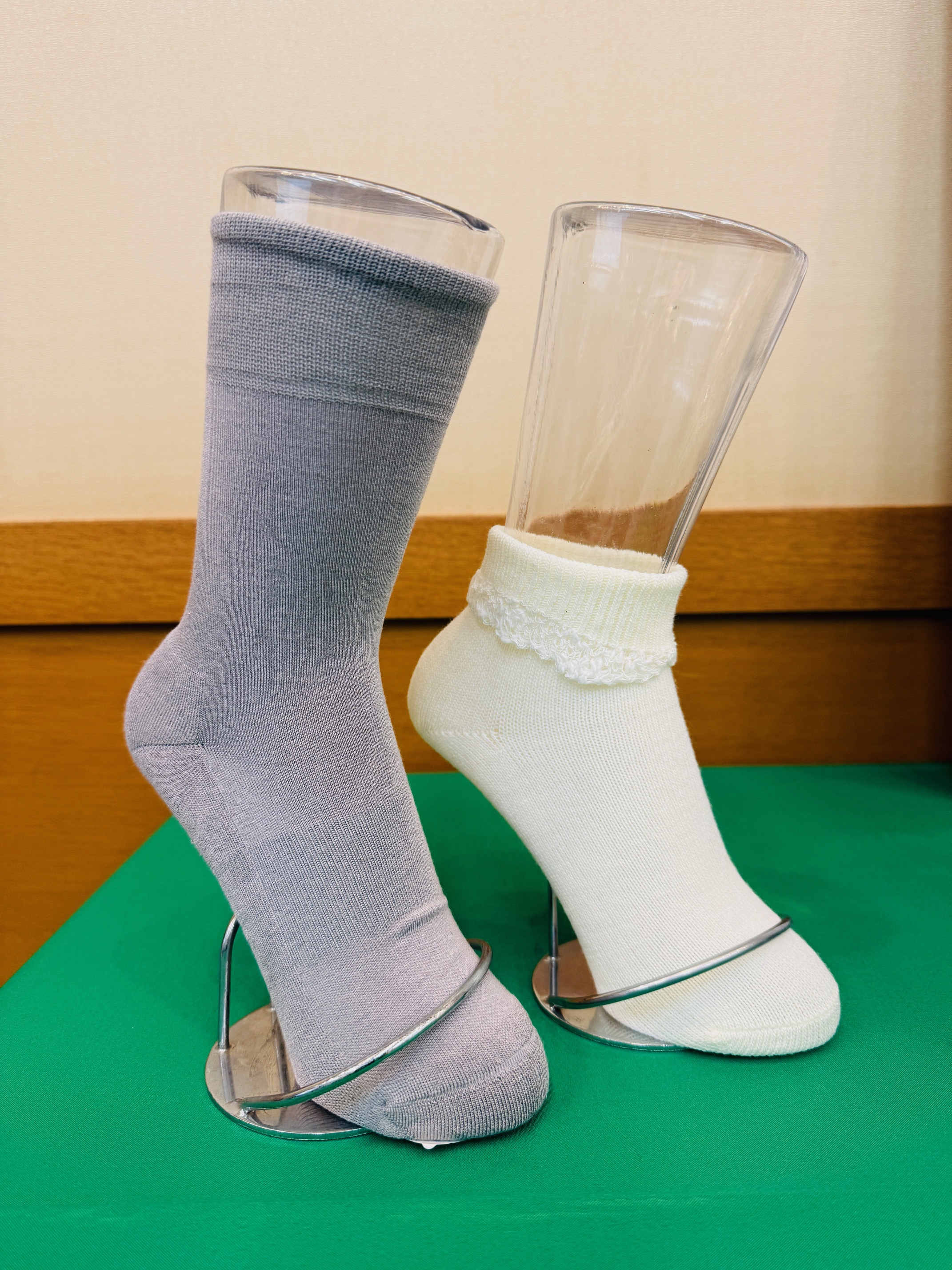
広陵町産の靴下

この項では奈良県北葛城郡広陵町の靴下産業（こうりょうちょうのくつしたさんぎょう）について述べる。広陵町の特産品である靴下は生産量が日本一とされている。

## 歴史
広陵町がある地域は大和盆地に属し、水不足に悩んでいたことから米作の代わりに綿を栽培していた背景がある。
1910年（明治43年）に北葛城郡馬見村疋相の吉井泰次郎（よしいたいじろう）が、手回しの編み立て機から始めた。近代になり、大和木綿・絣が廃れ、木綿の機織り機に代わり、農業の副業として靴下の製造を開始した。広陵町では靴下を「織る」という。これが、広陵町の靴下産業の礎となった。戦後、ウーリーナイロン糸の登場により、飛躍し「生産量全国一」の産地となる。
1951年（昭和26年）馬見靴下事業協同組合設立。1962年（昭和37年）、シームレスストッキング、メッシュ靴下の流行やホンコンシャツの登場とともに商品の多様化時代を迎える。ダウンジャケットや子供靴下のキャラクターズブーム、紳士靴下のタウンカジュアル化、婦人靴下のカラー化も進む。1993年（平成5年）国内生産はメンズ、レディズ、チャイルドとも大幅減産となるとともに、3足に1足が輸入靴下となる。このような社会変化に合わせるように環境に配慮した、また健康志向の高まりとともに靴下の需要も多様化してきている。

## 製品展開

### チャリックス
ニット製品製造販売・創喜のオリジナルマシン。自転車をこぐことで編み機が稼働して、オリジナル靴下が編み上がる。

### 靴下ガチャガチャ

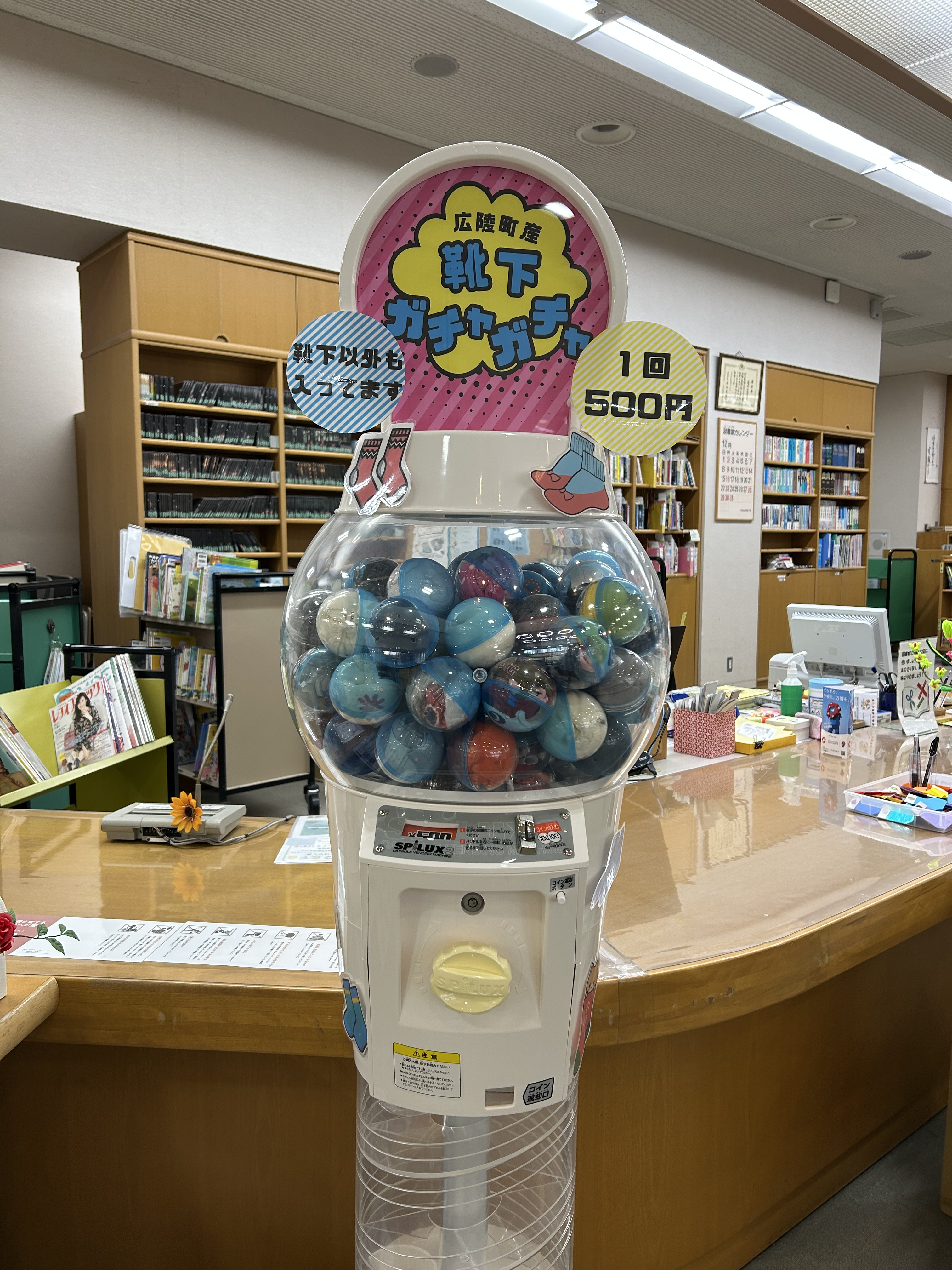

100円玉5枚で靴下カプセルが出てくる。当たりカプセルも入っている。広陵町立図書館など町内数ヶ所に設置。

### 靴下自販機

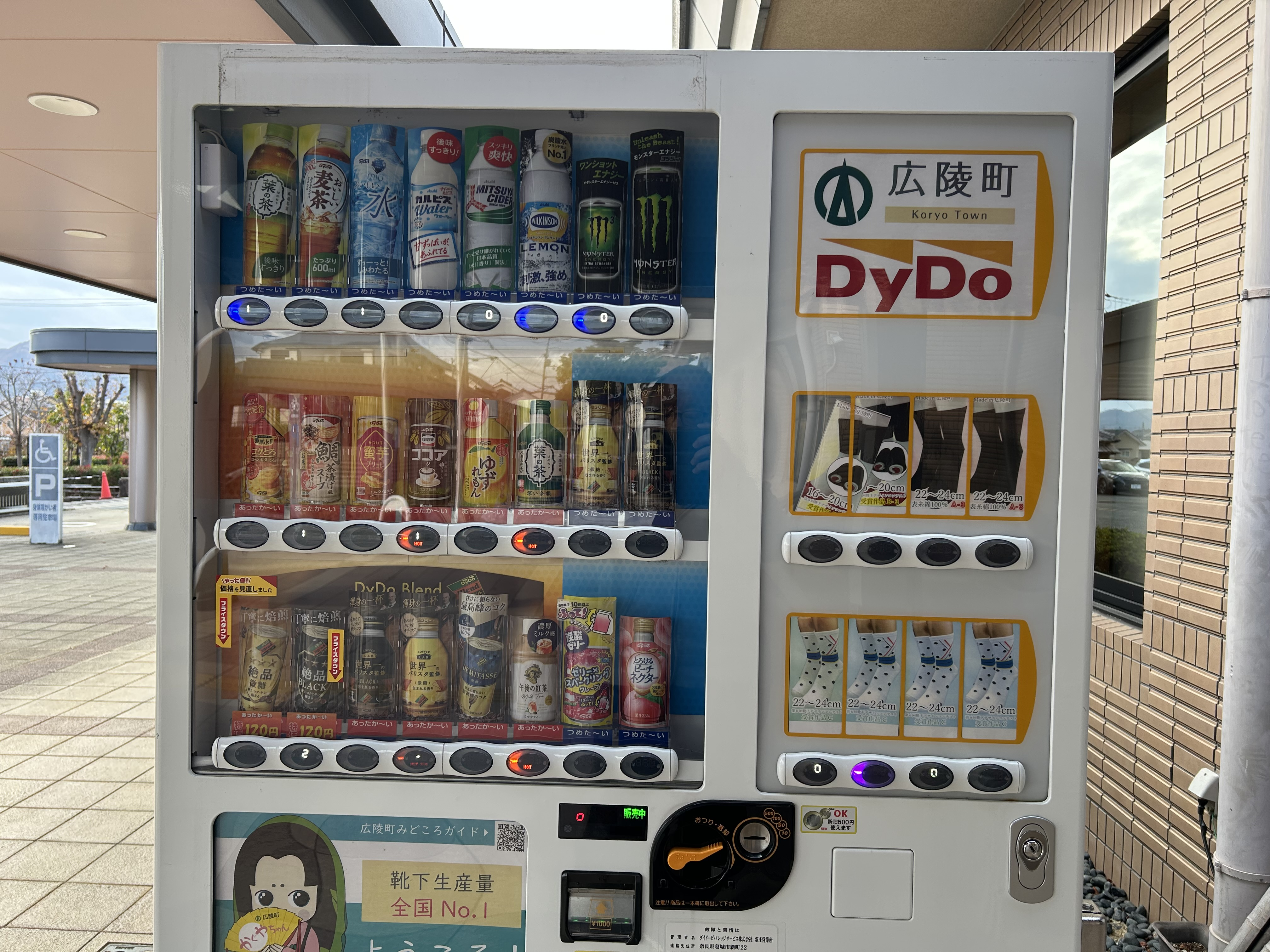

ダイドードリンコの協力を得て、飲み物とともに靴下が買える。広陵町役場など町内8ヶ所に設置。

## 広陵くつした博物館
2020年7月、広陵町ふるさと会館グリーンパレスの1階にオープンした。「なりわい」（一般社団法人広陵町産業総合振興機構）が運営している。町内の靴下業者のオリジナルブランドの商品を購入することが可能な店舗であった。2022年3月31日にリニューアルし、販売機能に加えてデジタル技術を活用して博物館機能を拡充させた。靴下のデジタル歴史年表、靴下製造過程配信モニター、靴下工場VR動画を展示している。
奈良県北葛城郡広陵町大字笠168番地広陵町ふるさと会館グリーンパレス1階

## イベント
広陵町靴下組合が広陵町靴下の市にて、靴下工場の靴下（紳士・婦人・子ども・スポーツ用など）の直売を毎年春と秋に開催している。